# 埃诺斯 (黑猩猩)

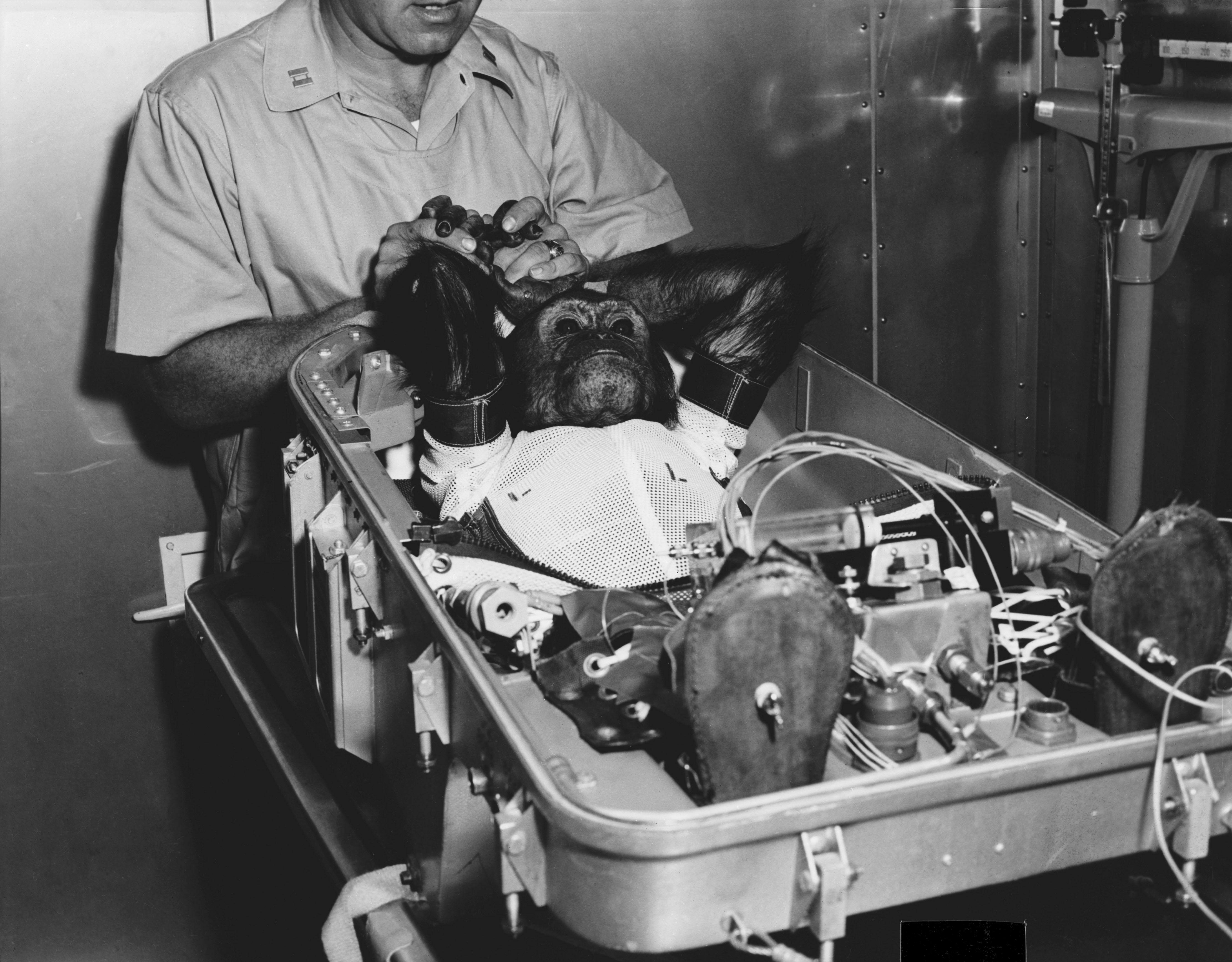
1961年，埃諾斯正准備進入水星-宇宙神5號太空艙。

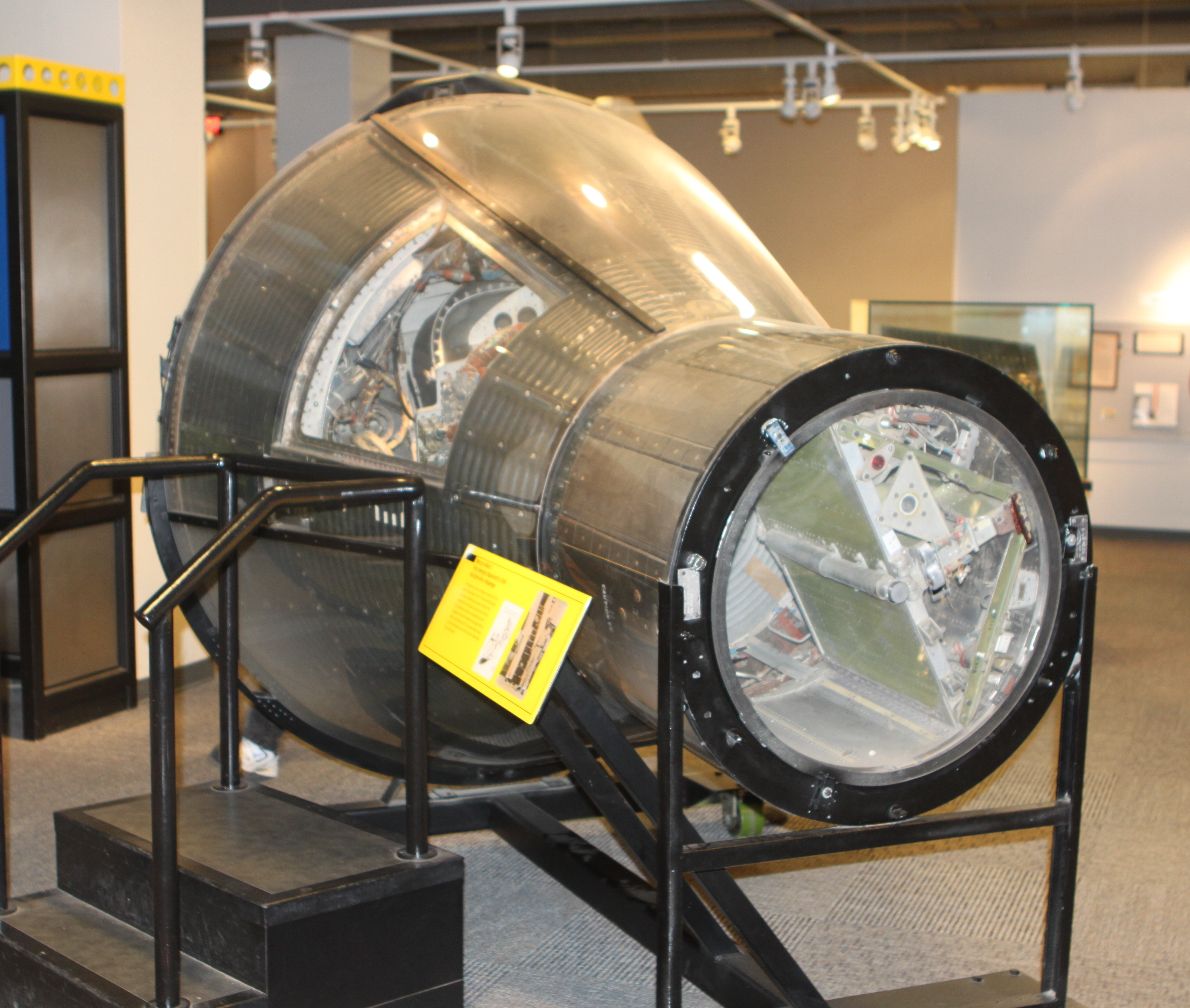
埃諾斯在水星-宇宙神5號任務期間的太空艙，在北卡羅來納州達勒姆的生命與科學博物館展出

埃諾斯（英語：Enos，– 1962年11月4日）是NASA發射到太空的第二隻黑猩猩。他是第一個也是唯一一個到達地球軌道的黑猩猩，也是繼宇航員尤里·加加林和蓋爾曼·蒂托夫之後第三個到達地球軌道的原始人。埃諾斯在1961年11月29日進行飛行。 
埃諾斯於1960年4月3日從邁阿密珍禽養殖場被帶回。他在肯塔基大學和霍洛曼空軍基地完成了超過1,250個培訓小時。與他的前任漢姆相比，埃諾斯的訓練更加激烈。他的訓練包括了精神運動指導和飛機飛行。 
埃諾斯在發射前三天才被選中參加他的水星計劃飛行。埃諾斯於1961年11月29日搭乘水星-宇宙神5號飛入太空。他的航班時間總長1小時28.5分鐘。 
埃諾斯原定計劃完成三個軌道，但由於太空艙過熱和「避免條件反射」測試出錯使埃諾斯受到76次電擊，任務在完成兩個軌道之後中止。
埃諾斯的飛行是為了1962年2月20日下一次水星計劃載人發射的全面彩排。

## 之後的生活
1962年11月4日，埃諾斯死於志賀氏菌病相關的痢疾（這種痢疾對當時已知的抗生素有抗藥性）。病理學家認為他的疾病與過往的太空飛行無關。
據參與埃諾斯屍檢的獸醫病理學家詹姆斯·E·庫克（James E. Cook）說，他的遺體在屍檢後被打包並送往史密森尼學會。